# Erastria accesaria
Erastria accesaria är en fjärilsart som beskrevs av Jacob Hübner 1825. Erastria accesaria ingår i släktet Erastria och familjen mätare. Inga underarter finns listade i Catalogue of Life.